# جبل قرن (مبين)

تعديل مصدري - تعديل

جبل قرن هي إحدى قرى عزلة بني الشومي بمديرية مبين التابعة لمحافظة حجة، بلغ تعداد سكانها 76 نسمة حسب تعداد اليمن لعام 2004.